# Театральный институт имени Бориса Щукина
Театральный институт имени Бори́са Щу́кина при Государственном академическом театре имени Евгения Вахтангова — высшее учебное заведение в Москве, готовящее специалистов по актёрскому искусству (специализации «Актёр драматического театра и кино», «Актёр музыкального театра») и режиссуре театра (специализация «Режиссёр драмы»), магистров по направлению «Театральное искусство» и кадры высшей квалификации по направлению методология и технология профессионального образования «Театральная педагогика» (аспирантура).

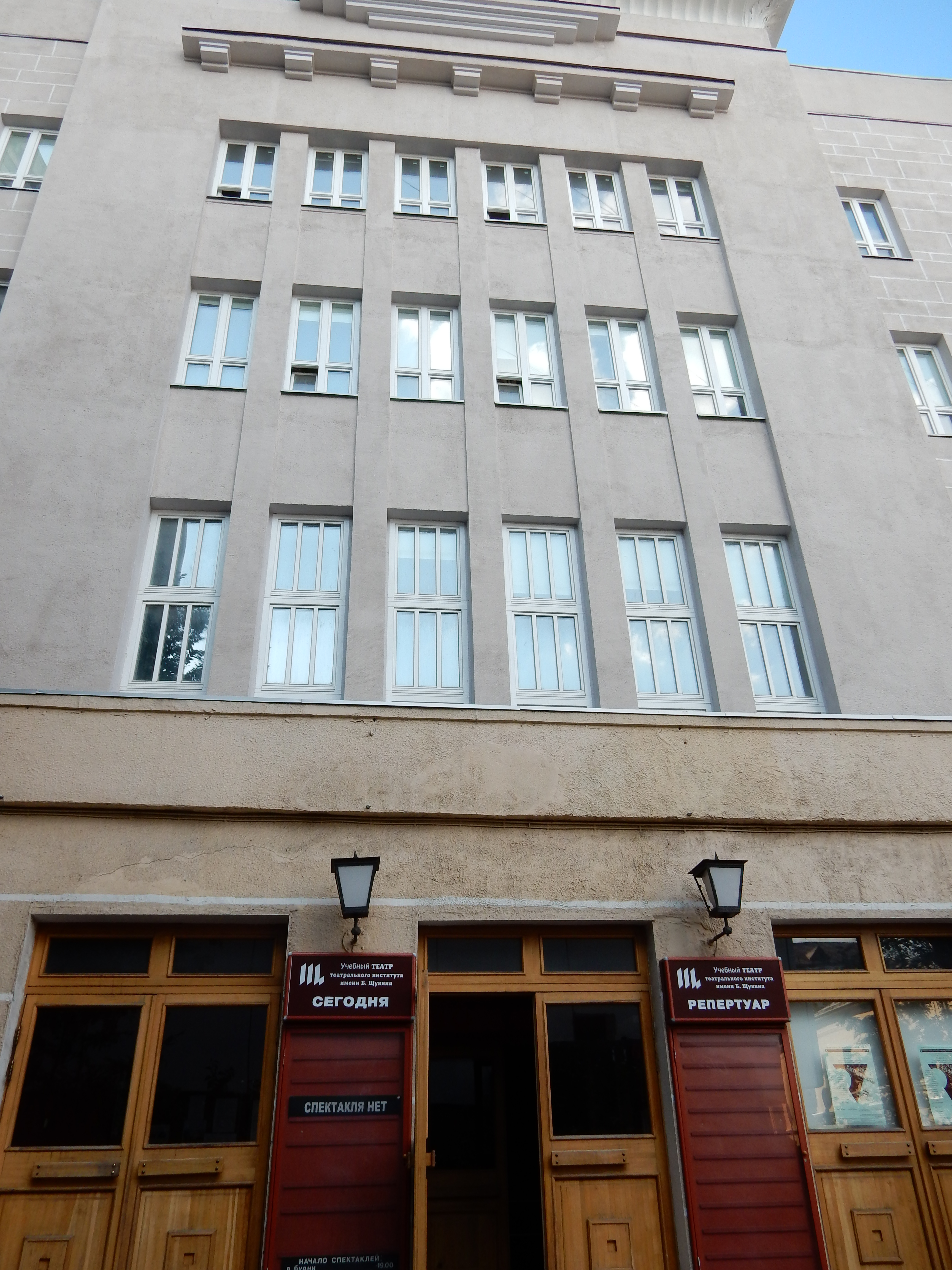
Главное здание и учебный театр (Большой Николопесковский пер., д. 12А)

## История
К моменту встречи в декабре 1913 года со студентами московских вузов, образовавшими любительский театральный кружок («Студенческую студию»), Евгений Багратионович Вахтангов (1883—1922) был сотрудником МХТ, студийцем Первой студии МХТ и им уже было написано знаменитое: «Хочу образовать студию, где бы мы учились. Принцип — всего добиваться самим. Руководитель — всё. Проверить систему Станиславского на самих себе. Принять или отвергнуть её. Исправить, дополнить, или убрать ложь». Принимая приглашение любителей, главную свою задачу он видел в распространении системы Станиславского, оставляя за собой право на собственный поиск.
26 марта 1914 года в помещении Охотничьего клуба состоялся спектакль «Усадьба Ланиных» по пьесе Б. К. Зайцева. После громкого провала Е. Б. Вахтангов, считавший, что артиста нужно не столько учить, сколько воспитывать, предложил начать изучение системы Станиславского постепенно.
23 октября 1914 года состоялось первое занятие (лекция) Е. Б. Вахтангова в студии. Этот день и считается днём рождения института.
Свой следующий спектакль, «Чудо святого Антония» по пьесе М. Метерлинка, студия, в разное время называвшаяся по-разному — «Студенческая», «Мансуровская» (по местонахождению в Мансуровском переулке), «Студия Е. Б. Вахтангова» — сыграла только 15 сентября 1918 года, когда сформировалась студийная этика, были освоены элементы школы, сложился сильный — и не любительский, а уже вполне профессиональный — коллектив.
В 1920 году, понимая, что он тяжело болен, и желая спасти студию, Е. Б. Вахтангов попросил своих учителей включить её в число студий МХТ. Так она стала 3-й студией МХТ, открывшейся в 1921 году новой редакцией спектакля «Чудо святого Антония». Новый адрес студии — Арбат, дом 26 — маленький полуразрушенный особняк, который актёры своими силами превратили в театр. Е. Б. Вахтангов успел поставить здесь сказку К. Гоцци «Принцесса Турандот», спектакль, в котором наиболее ярко выразилось то творческое направление, которое он сам назвал «фантастическим реализмом».
29 мая 1922 года Евгений Багратионович умер. С первой встречи со актёрами студии в декабре 1913 года не прошло и десяти лет, но за это время Вахтангову удалось заложить основы школы и театра, которые живы и сейчас. Его личность, его идеи, его восприятие системы Станиславского и способы воспитания были настолько мощными, что, оставшись одни, ученики и актёры студии смогли и сохранить школу, и отстоять её самостоятельность.

## Руководство
В 1925 году руководителем школы стал Борис Евгеньевич Захава (1896—1976).
В 1926 году театр-студия получил статус государственного театра. До 1937 года школа существовала внутри театра. Студенты принимались в школу только в том случае, если у театра была необходимость в новых артистах. Они учились и одновременно играли в спектаклях театра, причём сразу, с самого начала обучения. Их педагогами были прямые ученики Вахтангова: Б. Е. Захава, Б. В. Щукин, В. К. Львова, А. И. Ремизова, Л. М. Шихматов, А. А. Орочко, Ц. Л. Мансурова, Р. Н. Симонов.
В 1937 году школа переехала во вновь построенное здание по адресу: Большой Николопесковский переулок, дом 12а, — и отделилась от театра. Школа существовала на правах техникума, но период обучения уже был четырёхгодичным.
В 1939 году в возрасте сорока пяти лет Борис Васильевич Щукин скоропостижно скончался. В память о нём в том же году училищу присвоено его имя.
В 1945 году училище получило статус вуза.
С 1953 года появились национальные студии — группы студентов из союзных и автономных республик. Национальные коллективы сохраняются в Щукинском институте до сих пор.
В 1959 году создано заочное режиссёрское отделение.
В 1964 году возник Театр на Таганке во главе с Ю. П. Любимовым, выпускником училища, актёром театра имени Е. Вахтангова и педагогом школы имени Щукина.
После смерти Б. Е. Захавы в 1976 году десять лет училищем руководил Г. А. Пелисов, придавший развитию училища новый импульс[обтекаемое выражение].
С 1987 по 2003 год училище возглавлял народный артист СССР, профессор В. А. Этуш (позднее — художественный руководитель училища).
В 2003 году ВТУ имени Б. В. Щукина переименовано в Театральный институт имени Бориса Щукина.
В 2003 года ректором института стал народный артист РФ, профессор Е. В. Князев.

## Особенность преподавания
Главными особенностями «щукинской методики» воспитания актёров являются следующие три принципа:
1) «От простого — к сложному!» — элементы актёрского мастерства осваиваются в строгой логической последовательности, заданной ещё Е. Б. Вахтанговым и разработанной Б. Е. Захавой. При этом каждый следующий элемент естественным образом «вбирает в себя» все предыдущие.
2) «Стать другим, оставаясь самим собой!» — один учебный год (второй курс) целиком отдан подходу к сценическому образу. Разделы «Наблюдения», «Профессиональные навыки», «Упражнения на фантазию», «Этюды к образу на литературном материале» и «Педагогические отрывки» помогают ученикам сделать первые шаги к перевоплощению.
3) «Все работают со всеми!» — вахтанговская школа не принимает систему разрозненных творческих мастерских, воспитание будущих актёров осуществляется кафедрально. Начиная с четвёртого семестра (отрывки), с каждым курсом работает вся кафедра мастерства актёра.
Подавляющее большинство педагогов Театрального института имени Бориса Щукина являются его выпускниками — так сохраняется театральная традиция и культура преподавания. Девизом педагогов Вахтанговской школы являются слова Всеволода Мейерхольда: «Школа не должна учить новациям, школа должна учить традициям».

## Дополнительное образование
С 2009 года в институте действует отделение дополнительного образования с двухлетним курсом обучения по программе «Мастерство актёра» для лиц с образованием или опытом работы в творческой сфере. Художественными руководителями курсов в разные годы были: Михаил Семаков, Михаил Малиновский, Валерий Маркин, Людмила Ворошилова, Владимир Сажин, Андрей Левицкий, Елена Одинцова, Юлия Авшарова, Владимир Поглазов,  Александр Фадеев.
Среди выпускников — известные актёры, музыканты, ведущие: Наталья Бардо, Алёна Горенко, Сергей Гостюжев, Полина Долиндо, Денис Дорохов, Мария Климова, Мария Кравченко, Виктория Кузьмина, Кирилл Парменов, Наталья Переверзева, Светлана Степанковская, Дмитрий Чуриков и др. Не окончила полный курс обучения Софья Ская.

## Награды
- Благодарность Президента Российской Федерации (8 сентября 2015 года) — за большой вклад в развитие отечественной культуры и искусства, многолетнюю плодотворную деятельность[2].